# Angus, Texas
Angus är en ort i Navarro County, Texas, USA.